# Condado de Lavern
El condado de Lavern es un título nobiliario español creado por el rey Alfonso XIII en favor de Pedro Gerardo Maristany y Oliver, presidente del Ateneo de Barcelona, mediante real decreto del 25 de diciembre de 1911 y despacho expedido el 4 de enero de 1912.
Su denominación hace referencia a la localidad de Lavern, perteneciente al municipio de Subirats, en el Alto Panadés, provincia de Barcelona.

## Condes de Lavern
|                           | Titular                                  | Periodo                   |
| Creación por Alfonso XIII | Creación por Alfonso XIII                | Creación por Alfonso XIII |
| ------------------------- | ---------------------------------------- | ------------------------- |
| I                         | Pedro Gerardo Maristany y Oliver         | 1912-1923                 |
| II                        | Francisco de Paula Maristany y Maristany | 1923-1942                 |
| III                       | Jacinto Maristany y Maristany            | 1942-1969                 |
| IV                        | Jacinto Maristany y de Ibarra            | 1970-hoy                  |

## Historia de los condes de Lavern
- Pedro Gerardo Maristany y Oliver (m. Barcelona, 23 de julio de 1923), I conde de Lavern, diputado a Cortes, presidente del Ateneo de Barcelona, Gran Cruz del Mérito Agrícola y de Alfonso XII, gentilhombre de cámara del rey con ejercicio.[1]

Casó con Antonia Maristany y Viladevall. El 7 de mayo de 1929 le sucedió su hijo:
- Francisco de Paula Maristany y Maristany, II conde de Lavern, mayordomo de semana del rey.[1]

Sin descendientes. En 1952, por cesión, le sucedió su hermano:
- Jacinto Maristany y Maristany, III conde de Lavern, caballero de la Real Hermandad del Santo Cáliz de Valencia y de la Orden del Santo Sepulcro.[1]

Casó con María de la Concepción Ibarra y Montés. El 27 de enero de 1970, previa orden del 20 de junio de 1969 para que se expida la correspondiente carta de sucesión (BOE del 31 de julio), le sucedió su hijo:
- Jacinto Maristany y de Ibarra, IV conde de Lavern.[2]

Casó con Juana Ara Peris.